# Grèce-Occidentale
La Grèce-Occidentale (en grec moderne : Περιφέρεια Δυτικής Ελλάδας, Periféreia Dytikís Elládas) est l'une des treize périphéries de Grèce.
Elle est divisée en trois districts régionaux : Étolie-Acarnanie, Achaïe et Élide (les deux derniers étant situés sur la péninsule du Péloponnèse). 
Cependant, depuis le programme Kallikratis de 2011, le Péloponnèse a retrouvé un semblant d'unité administrative au sein du diocèse décentralisé de Péloponnèse-Grèce occidentale-Îles Ioniennes.